# Кукарск
Кукарск (мар. Кукарка) — деревня в Мари-Турекском районе Республики Марий Эл. Входит в состав Косолаповского сельского поселения.

## География
Находится в восточной части республики Марий Эл на расстоянии приблизительно 9 км по прямой на север от районного центра посёлка Мари-Турек.

## История
Известна с 1859 года, когда в деревне было 13 дворов, в которых проживало 199 человек. В 1905 году деревня насчитывала 67 дворов с населением 389 человек, в 1923 74 двора с населением 418 жителей, в 2000 году в деревне отмечено было 14 дворов. В советское время работали колхозы имени Яковлева, «12 лет Октября», совхоз «1 Мая» и ОПХ имени Мосолова.

## Население
Население составляло 34 человек (русские 82 %) в 2002 году, 7 в 2010.

## Известные уроженцы
Мирошин Николай Васильевич (1923—1986) — марийский советский партийный деятель. Первый секретарь Куженерского райкома КПСС Марийской АССР (1965—1971), секретарь Марийского областного Совета профсоюзов (1972—1978). Участник Великой Отечественной войны. Член ВКП(б) с 1943 года.